# Centopietre
Le Centopietre est un ancien monument funéraire situé dans la commune de Patù, dans la province de Lecce,.

## Description
Cette structure mégalithique a fait l'objet de plusieurs destinations historiques ; cependant, il peut être daté du IXe siècle. Selon l'histoire, une armée envoyée par le roi de France Charles II le Chauve arriva pour aider Vereto. Il a été construit comme mausolée du général Geminiano, messager de la paix assassiné par les Sarrasins juste avant la bataille finale de Campo Re le 24 juin 877, au pied de la colline de Vereto.
À l'origine le Centopietre était un tombeau sans accès, un monument funéraire, un hérôon.
C'est une construction singulière de forme rectangulaire construite avec cent blocs de roche calcaire provenant de la ville messapienne voisine de Vereto. Ses dimensions sont de 7,20 × 5,50 × 2,60 m. Le toit est à pignon. 
Quelques siècles plus tard, entre les XIIIe et XIVe siècles, le héroon est transformé en téménos chrétien, lieu de prière et de méditation. À l'intérieur, il présente plusieurs couches superposées de fresques à sujets sacrés, datant du XIVe siècle. En particulier, treize saints d'origine orientale sont représentés, debout et frontaux, selon un schéma d'inspiration byzantine, qui témoigne de la transformation du monument en église à l'époque médiévale.
Le monument, resté oublié pendant des siècles, suscite l'intérêt des savants en 1872. En 1873, le gouvernement l'a déclaré monument national de seconde classe. Les peintures du monument funéraire sont actuellement presque entièrement effacées par l'humidité.

## Galerie

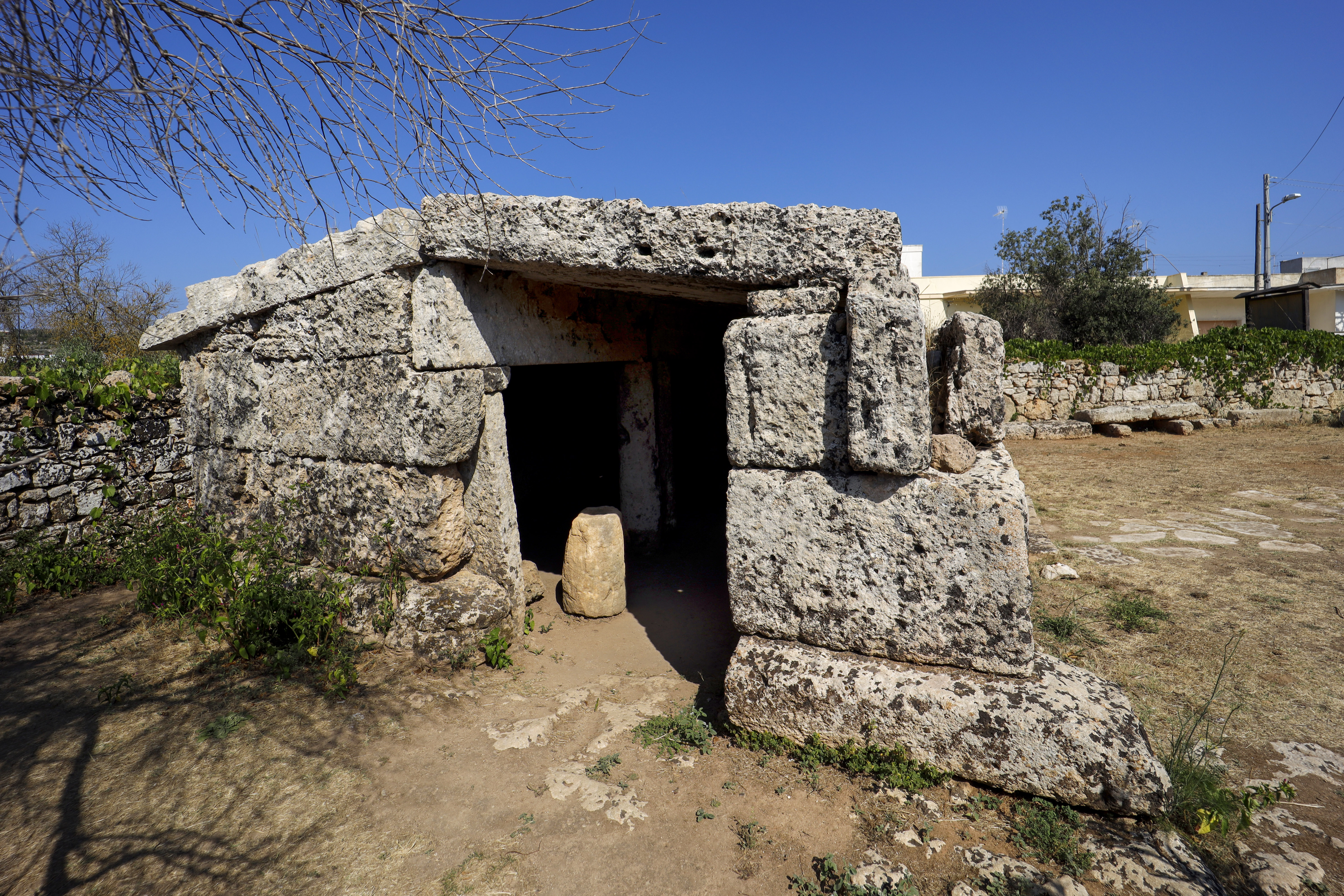
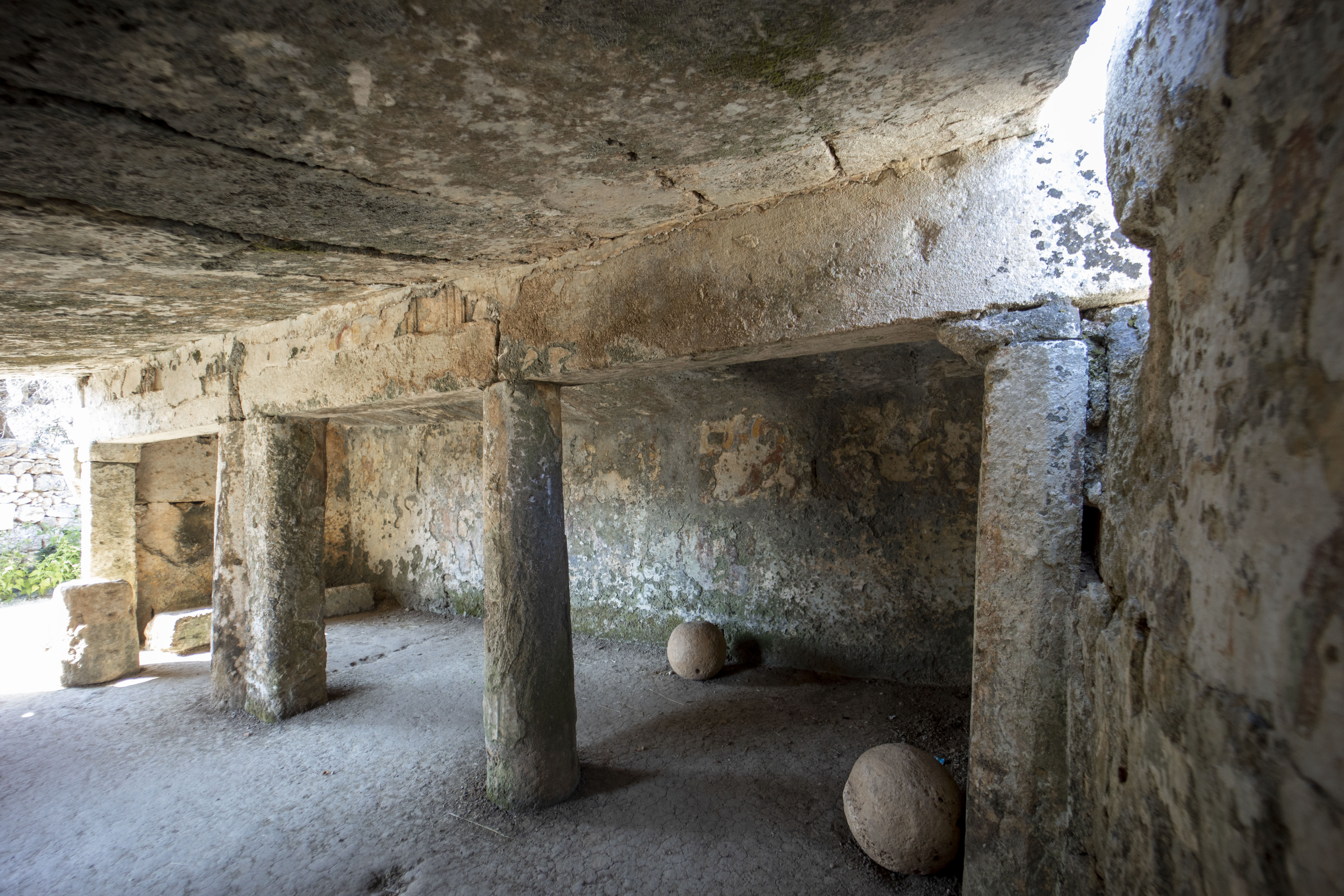